# 小行星46392
小行星46392（46392 Bertola）是一颗绕太阳运转的小行星，为主小行星带小行星。该小行星于2002年1月5日发现。
該小行星以義大利天體物理學家弗朗西斯科·貝托拉（Francesco Bertola）命名。

## 轨道参数
小行星46392的轨道半长轴为2.3914900 UA，离心率为0.218。